# Schenker Zoltán
Ozoray Schenker Zoltán (Váradszentmárton község, 1880. október 13. – Budapest, 1966. augusztus 25.) olimpiai bajnok vívó, katonatiszt, sportszakíró.

## Sportpályafutása
A Magyar Királyi Honvédség tisztjeként 1898-tól a Wesselényi VK, 1921-től a Honvéd Tiszti VK vívója volt. Kard- és tőrvívásban egyaránt versenyzett, mindkét fegyvernemben magyar válogatott volt és ért el nemzetközi szintű eredményeket. A monarchia katonatisztjeként az 1908-as londoni olimpián nem indulhatott magyar színekben, így végül csak három olimpián vett részt, és összesen három olimpiai érmet nyert. Az 1912. évi nyári olimpiai játékokon tagja volt a – Berty László, Földes Dezső, Fuchs Jenő, Gerde Oszkár, Mészáros Ervin, Schenker Zoltán, Tóth Péter, Werkner Lajos összeállítású – bajnoki címet nyert magyar kardcsapatnak. Az 1924. évi párizsi játékokon a magyar kardcsapattal ezüst-, a magyar tőrcsapattal bronzérmet nyert. Az 1928. évi amszterdami olimpián csak tőr egyéniben indult, és az elődöntőben kiesett.
A II. világháború után Érden élt. Több szakkönyvet írt: Tőrvívás (1954), A modern magyar kardvívás (1958).

### Sporteredményei
- kardvívásban
  - olimpiai bajnok (csapat: 1912)
  - olimpiai 2. helyezett (csapat: 1924)
  - olimpiai 4. helyezett (egyéni: 1912, 1924)
  - magyar bajnok (1923)
- tőrvívásban
  - olimpiai 3. helyezett (csapat: 1924)
  - kétszeres magyar bajnok (1922, 1924)